# Демократична партія соціалістів Чорногорії
Демократична партія соціалістів Чорногорії (чорн. Демократска партија социјалиста Црне Горе, трансліт. Demokratska partija socijalista Crne Gore) або ДПС —  популістська

політична партія Чорногорії. 

Партія що багато років формувала уряд, вперше в опозиції станом на 2020. 
Була утворена 22 червня 1991 року як правонаступниця Союзу комуністів Чорногорії, яка керувала Чорногорією в рамках Соціалістичної Федеративної Республіки Югославія з часів Другої світової війни, і відтоді залишається основною політичною силою в країні. 
Член Соціалістичного Інтернаціоналу

і Прогресивного Альянсу

асоціативний член Партії європейських соціалістів, ДПС 1990-х була лівоцентристською, соціал-демократичною партією, що сповідувала принципи демократичного соціалізму і сербсько-чорногорського уніонізму, 
але з тих пір політична риторика змістилася вправо і стала універсальною партією, що сповідує атлантизм, 

чорногорський націоналізм, 

неолібералізм, 

та пан'європеїзм. 

Представлена президентом Мило Джукановичем
З моменту свого формування та запровадження багатопартійної системи ДПС відігравала домінуючу роль у політиці Чорногорії, формуючи кістяк кожного коаліційного уряду до парламентських виборів 2020 року, коли вона увійшла до опозиції. 
Це був перший з 1945 року випадок, коли партія, включно з її попередницею, не була при владі. 

## Історія
ДПС — прямий спадкоємець Союзу комуністів Чорногорії, а нинішню назву партія отримала у липні 1991 року на Першому з'їзді.

## Керівництво
Очолює партію прем'єр-міністр Чорногорії Мило Джуканович.

## Участь у виборах
Партія багаторазово була представлена в скупщині, де мала більшість мандатів.
- 1990: 83 (66,4 %)
- 1992: 46 (54,12 %)
- 1996: 45 (63,38 %)
- 1998: 32 (41,03 %)
- 2001: 30 (38,96 %)
- 2002: 31 (41,33 %)
- 2006: 33 (40,74 %)
- 2009: 48 (51,54 %)
- 2012: 39 (45,60 %)
- 2016: 36 (41,42 %)
- 2020: 30 (35,06 %)